# 海蔵寺 (所沢市)
海蔵寺（かいぞうじ）は、埼玉県所沢市にある真言宗豊山派の寺院。

## 歴史
1488年（長享2年）、尊栄によって開山された。落城した山口城の城主山口高治主従の菩提を弔うために創建された。
後に当寺から真言宗豊山派の管長（能化）となる虚明を輩出していることから、「出世寺」と呼ばれていた。ところが昭和初期に一時無住（住職不在）となって荒れ果てたが、1936年（昭和11年）に新住職が赴任し再興された。

## 交通アクセス
- 多摩湖駅より徒歩12分。